# Pera madernassa
La madernassa (anche madarnassa, o maderna) è una varietà di pera da cuocere, originaria del Piemonte, nella zona del Roero.

## Storia
Secondo la tradizione, la pera nacque nella località Madernassa, posta al confine tra i comuni di Guarene e Vezza d'Alba. È tra le varietà che compongono l'Arca del Gusto di Slow food e prodotto tradizionale piemontese (P.A.T.), segnalata tra le "Pere tradizionali cuneesi adatte alla cottura".

## Caratteristiche
I frutti maturano in Italia nei mesi di ottobre e novembre; sono un po' appiattiti attorno al fiore, di colore verde-giallastro con sfumature dal rosso al grigio marrone. Sono dolci e particolarmente adatte alla cottura.

## Diffusione
In Italia esso è coltivato prevalentemente negli Appennini piemontesi e lombardi, in particolare nelle colline di Cuneo e nell'Oltrepò Pavese.